# Südostdeutsche Fußballmeisterschaft 1921/22

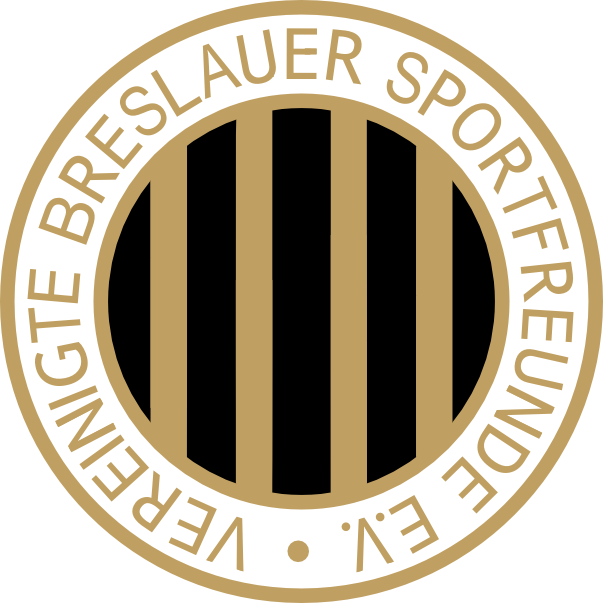
Vereinigte Breslauer Sportfreunde – Südostdeutscher Meister 1922

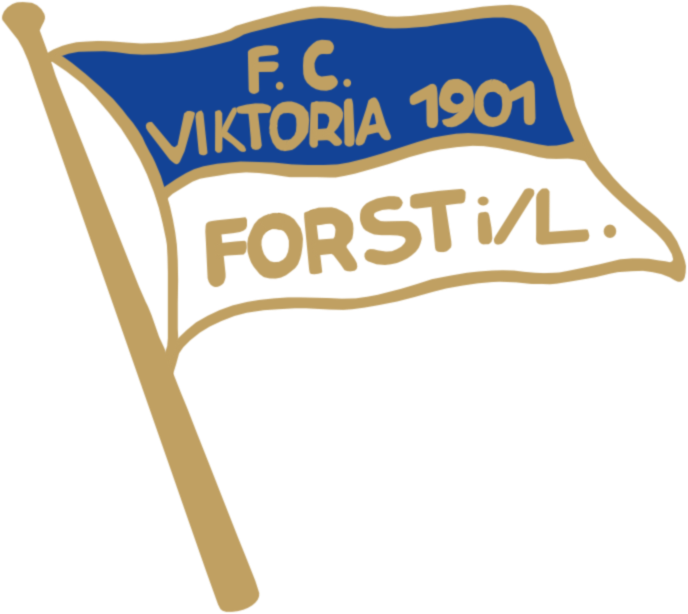
FC Viktoria Forst – Südostdeutscher Teilnehmer an der deutschen Meisterschaft 1922

Die südostdeutsche Fußballmeisterschaft 1921/22 war die elfte Austragung der südostdeutschen Fußballmeisterschaft des Südostdeutschen Fußball-Verbandes (SOFV). Die Meisterschaft gewannen die Vereinigten Breslauer Sportfreunde in einer Neuauflage der Finale der letzten beiden Jahren gegen den FC Viktoria Forst, diesmal mit 7:3. Es war Breslaus dritter Meistertitel in Folge. Durch Besonderheiten in der Endrunde (siehe Abschnitt Endrunde) qualifizierte sich jedoch der FC Viktoria Forst für die Teilnahme an der deutschen Fußballmeisterschaft 1921/22, bei der die Forster im Viertelfinale dem SV Norden-Nordwest 98 Berlin mit 0:1 unterlagen.

## Modus
Die Fußballmeisterschaft wurde in diesem Jahr erneut in fünf regionalen Meisterschaften ausgespielt, deren Sieger für die Endrunde qualifiziert waren. Außer in der Niederlausitz und in der Oberlausitz gab es weitere regionale Unterteilungen.
| Bezirk          | Bezirksmeister                    | Bezirkseinteilung                                         |
| --------------- | --------------------------------- | --------------------------------------------------------- |
| Niederlausitz   | Cottbuser FV 1898                 |                                                           |
| Oberlausitz     | ATV 1847 Görlitz                  |                                                           |
| Niederschlesien | FV 1920 Züllichau                 | Glogau, Liegnitz, Wohlau, Schweidnitz, Waldenburg         |
| Mittelschlesien | Vereinigte Breslauer Sportfreunde | Breslau (West, Ost), Oels, Brieg, Münsterberg             |
| Oberschlesien   | FC Preußen Kattowitz              | Beuthen, Gleiwitz, Ratibor, Oppeln, Kattowitz (Nord, Süd) |

## Bezirksliga Niederlausitz
Die Niederlausitzer Meisterschaft wurde mit folgendem Tabellenstand beendet. Der Cottbuser FV 1898 wurde Niederlausitzer Fußballmeister, verzichtete jedoch aus unbekannten Gründen auf die Teilnahme an der südostdeutschen Fußballmeisterschaft. Für ihn rückte der zweitplatzierte FC Viktoria Forst nach. Zur kommenden Spielzeit wurde die Bezirksliga auf 3 regionale Staffeln erweitert.
| Pl. | Verein                 | Sp. | S  | U | N  | Tore    | Quote | Punkte |
| --- | ---------------------- | --- | -- | - | -- | ------- | ----- | ------ |
| 1.  | Cottbuser FV 98        | 16  | 12 | 1 | 3  | 055:220 | 2,50  | 25:70  |
| 2.  | FC Viktoria Forst (M)  | 16  | 12 | 0 | 4  | 063:280 | 2,25  | 24:80  |
| 3.  | FV Brandenburg Cottbus | 17  | 11 | 2 | 4  | 057:320 | 1,78  | 24:10  |
| 4.  | FC Deutschland Forst   | 17  | 9  | 1 | 7  | 050:290 | 1,72  | 19:15  |
| 5.  | FC Askania Forst       | 17  | 8  | 3 | 6  | 040:350 | 1,14  | 19:15  |
| 6.  | VfB 1901 Forst         | 15  | 6  | 2 | 7  | 028:340 | 0,82  | 14:16  |
| 7.  | SC Viktoria Cottbus    | 14  | 4  | 2 | 8  | 025:530 | 0,47  | 10:18  |
| 8.  | Cottbuser SC           | 16  | 3  | 4 | 9  | 028:570 | 0,49  | 10:22  |
| 9.  | SV Amicitia Forst A    | 16  | 3  | 2 | 11 | 020:420 | 0,48  | 08:24  |
| 10. | TV 1861 Cottbus (N)    | 16  | 3  | 1 | 12 | 016:500 | 0,32  | 07:25  |

| (M) | Titelverteidiger Bezirk        |
| (N) | Aufsteiger aus der Kreisklasse |

## Bezirksliga Oberlausitz
Die Bezirksliga Oberlausitz wurde in dieser Saison vor den regionalen 1. Klassen eingeführt. Der ATV Görlitz wurde zum ersten Mal Oberlausitzer Fußballmeister.

### Bezirksliga
| Pl. | Verein                     | Sp. | S | U | N | Tore    | Quote | Punkte |
| --- | -------------------------- | --- | - | - | - | ------- | ----- | ------ |
| 1.  | ATV 1847 Görlitz           | 8   | 6 | 1 | 1 | 023:800 | 2,88  | 13:30  |
| 2.  | Saganer SV                 | 8   | 5 | 2 | 1 | 009:110 | 0,82  | 12:40  |
| 3.  | STC Görlitz B (M)          | 8   | 4 | 1 | 3 | 018:400 | 4,50  | 09:70  |
| 4.  | VfB Sorau                  | 8   | 2 | 0 | 6 | 006:700 | 0,86  | 04:12  |
| 5.  | SC Preußen Bad Warmbrunn B | 8   | 0 | 0 | 8 | 004:300 | 0,13  | 0:16   |

| (M) | Titelverteidiger Bezirk |

### 1. Klasse Oberlausitz
| Pl. | Verein                                   | Sp. | S | U | N | Tore    | Quote | Punkte |
| --- | ---------------------------------------- | --- | - | - | - | ------- | ----- | ------ |
| 1.  | TV Lauban (Sieger Gau Hirschberg)        | 4   | 3 | 0 | 1 | 009:300 | 3,00  | 06:20  |
| 2.  | Görlitzer TS 1888 C (Sieger Gau Görlitz) | 4   | 2 | 0 | 2 | 002:300 | 0,67  | 04:40  |
| 3.  | SC Germania Halbau C (Sieger Gau Sagan)  | 4   | 0 | 0 | 4 | 001:600 | 0,17  | 0:80   |

## 1. Klasse Niederschlesien
Die niederschlesische Meisterschaft wurde zuerst in fünf regionalen Gruppen ausgespielt, deren Sieger für die Finalrunde qualifiziert waren. In dieser setzte sich zum ersten Mal der FV 1920 Züllichau durch und beendete dadurch die zehnjährige Dominanz des ATV Liegnitz. Zur kommenden Spielzeit wurde die Bezirksliga Niederschlesien mit 2 Staffeln (A und B) als Spielklasse über der 1. Klasse eingeführt.

### Gau Glogau
| Pl. | Verein             | Sp. | S | U | N | Tore    | Quote | Punkte |
| --- | ------------------ | --- | - | - | - | ------- | ----- | ------ |
| 1.  | FV 1920 Züllichau  | 4   | 4 | 0 | 0 | 009:300 | 3,00  | 08:0   |
| 2.  | SV Grünberg        | 5   | 4 | 0 | 1 | 013:700 | 1,86  | 08:20  |
| 3.  | FC Wacker Grünberg | 8   | 4 | 0 | 4 | 016:210 | 0,76  | 08:80  |
| 4.  | SC Preußen Glogau  | 5   | 2 | 0 | 3 | 012:100 | 1,20  | 04:60  |
| 5.  | SV 1919 Neusalz    | 7   | 2 | 0 | 5 | 012:150 | 0,80  | 04:10  |
| 6.  | MTV Fraustadt      | 3   | 0 | 0 | 3 | 002:800 | 0,25  | 0:60   |

### Gau Liegnitz
| Pl. | Verein                | Sp. | S  | U | N | Tore    | Quote | Punkte |
| --- | --------------------- | --- | -- | - | - | ------- | ----- | ------ |
| 1.  | SC Jauer              | 12  | 10 | 0 | 2 | 041:800 | 5,13  | 20:40  |
| 2.  | FC Blitz Liegnitz     | 11  | 8  | 2 | 1 | 027:100 | 2,70  | 18:40  |
| 3.  | ATV Liegnitz II       | 13  | 7  | 1 | 5 | 029:160 | 1,81  | 15:11  |
| 4.  | SpVgg Schupo Liegnitz | 13  | 4  | 6 | 3 | 021:190 | 1,11  | 14:12  |
| 5.  | FC Viktoria Liegnitz  | 10  | 4  | 1 | 5 | 013:340 | 0,38  | 09:11  |
| 6.  | ATV Liegnitz (M)      | 13  | 4  | 1 | 8 | 014:260 | 0,54  | 09:17  |
| 7.  | VfB Liegnitz          | 11  | 1  | 4 | 6 | 013:220 | 0,59  | 06:16  |
| 8.  | FC Blitz Liegnitz II  | 11  | 1  | 1 | 9 | 011:340 | 0,32  | 03:19  |

| (M) | Titelverteidiger Bezirk |

Entscheidungsspiel:
Es gab ein Entscheidungsspiel um die Gaumeisterschaft zwischen dem SC Jauer und Blitz Liegnitz. Aus Terminnot wurde aber bereits vorher Blitz Liegnitz als Teilnehmer zur Endrunde um die Bezirksmeisterschaft Niederschlesiens bestimmt.
| Datum         |                   | Ergebnis |          |
| ------------- | ----------------- | -------- | -------- |
| 2. April 1922 | FC Blitz Liegnitz | 0:2      | SC Jauer |

### Gau Wohlau
|                                        | Gesamt |             | Hinspiel | Rückspiel |
| -------------------------------------- | ------ | ----------- | -------- | --------- |
| Vereinigte Sportfreunde Preußen Wohlau | 2:1    | SSV Steinau | 1:0      | 1:1       |

### Gau Schweidnitz
| Pl. | Verein                             | Sp. | S | U | N  | Tore    | Quote | Punkte |
| --- | ---------------------------------- | --- | - | - | -- | ------- | ----- | ------ |
| 1.  | SpVgg 1908 Reichenbach             | 10  | 9 | 1 | 0  | 023:700 | 3,29  | 19:10  |
| 2.  | Vereinigte Striegauer Sportfreunde | 10  | 7 | 2 | 1  | 017:900 | 1,89  | 16:40  |
| 3.  | SV Silesia Freiburg                | 8   | 5 | 1 | 2  | 012:400 | 3,00  | 11:50  |
| 4.  | SpVgg Königszelt                   | 10  | 5 | 0 | 5  | 015:210 | 0,71  | 10:10  |
| 5.  | VfR 1915 Schweidnitz               | 11  | 5 | 0 | 6  | 014:220 | 0,64  | 10:12  |
| 6.  | MTV Schweidnitz                    | 11  | 3 | 0 | 8  | 006:210 | 0,29  | 06:16  |
| 7.  | VfB Schweidnitz                    | 12  | 0 | 0 | 12 | 000:300 | 0,00  | 0:24   |

Entscheidungsspiel um Platz 2:
|                              | Ergebnis |                     |
| ---------------------------- | -------- | ------------------- |
| Vgt. Striegauer Sportfreunde | 1:3      | SV Silesia Freiburg |

### Gau Waldenburg
Drei der vier ausgetragenen Spiele wurden vom Verband mit 0:0-Toren und Sieg gewertet.
| Pl. | Verein                     | Sp. | S | U | N | Tore    | Quote | Punkte |
| --- | -------------------------- | --- | - | - | - | ------- | ----- | ------ |
| 1.  | FC Sportfreunde Waldenburg | 2   | 2 | 0 | 0 | 000:000 | 1,00  | 04:0   |
| 2.  | Waldenburger SV 09         | 2   | 1 | 0 | 1 | 013:100 | 13,00 | 02:20  |
| 3.  | SV Preußen Altwasser       | 3   | 1 | 0 | 2 | 001:130 | 0,08  | 02:40  |
| 4.  | VfB Bad Salzbrunn          | 1   | 0 | 0 | 1 | 000:200 | 0,00  | 0:20   |

### Niederschlesische Bezirksmeisterschaft
| Pl. | Verein                                               | Sp. | S | U | N | Tore    | Quote | Punkte |
| --- | ---------------------------------------------------- | --- | - | - | - | ------- | ----- | ------ |
| 1.  | FV 1920 Züllichau (Sieger Gau Glogau)                | 4   | 4 | 0 | 0 | 010:200 | 5,00  | 08:0   |
| 2.  | FC Blitz Liegnitz (Sieger Gau Liegnitz)              | 4   | 3 | 0 | 1 | 015:600 | 2,50  | 06:20  |
| 3.  | SpVgg 1908 Reichenbach (Sieger Gau Schweidnitz)      | 4   | 2 | 0 | 2 | 014:110 | 1,27  | 04:40  |
| 4.  | FC Sportfreunde Waldenburg (Sieger Gau Waldenburg)   | 4   | 1 | 0 | 3 | 005:140 | 0,36  | 02:60  |
| 5.  | Vgt. Sportfreunde Preußen Wohlau (Sieger Gau Wohlau) | 4   | 0 | 0 | 4 | 004:150 | 0,27  | 0:80   |

## 1. Klasse Mittelschlesien
Die mittelschlesische Meisterschaft wurde zuerst in vier regionale Gauligen ausgetragen, deren Sieger für die Finalrunde qualifiziert waren. Die Gauliga Breslau wurde zuerst in zwei Ligen (Breslau Ost und Breslau West) ausgespielt. Je nach Tabellenstand wurden dann je zwei Mannschaften jeder Liga in die Ligen Oberklasse, Mittelklasse und Unterklasse einsortiert, die Teilnehmer in der Oberklasse ermittelten den Breslauer Stadtmeister und somit auch den Teilnehmer an der mittelschlesischen Endrunde.

### Gauliga Breslau

#### Gauliga Breslau Westkreis
| Pl. | Verein                   | Sp. | S | U | N | Tore    | Quote | Punkte |
| --- | ------------------------ | --- | - | - | - | ------- | ----- | ------ |
| 1.  | Breslauer SC 08          | 10  | 8 | 1 | 1 | 033:900 | 3,67  | 17:30  |
| 2.  | Breslauer FV 06          | 10  | 8 | 1 | 1 | 040:160 | 2,50  | 17:30  |
| 3.  | SC Germania Breslau      | 10  | 4 | 2 | 4 | 018:220 | 0,82  | 10:10  |
| 4.  | SC Schlesien Breslau (M) | 10  | 4 | 1 | 5 | 018:150 | 1,20  | 09:11  |
| 5.  | VfR 1897 Breslau         | 10  | 1 | 2 | 7 | 009:330 | 0,27  | 04:16  |
| 6.  | Breslauer SpVgg 05 Komet | 10  | 1 | 1 | 8 | 008:310 | 0,26  | 03:17  |

| (M) | Titelverteidiger Bezirk |

#### Gauliga Breslau Ostkreis
| Pl. | Verein                                  | Sp. | S | U | N | Tore    | Quote | Punkte |
| --- | --------------------------------------- | --- | - | - | - | ------- | ----- | ------ |
| 1.  | Vereinigte Breslauer Sportfreunde (SOM) | 10  | 8 | 2 | 0 | 039:130 | 3,00  | 18:20  |
| 2.  | VfB Breslau                             | 10  | 6 | 1 | 3 | 040:200 | 2,00  | 13:70  |
| 3.  | SC Alemannia Breslau                    | 10  | 5 | 1 | 4 | 019:220 | 0,86  | 11:90  |
| 4.  | SC Vorwärts Breslau                     | 10  | 4 | 2 | 4 | 020:140 | 1,43  | 10:10  |
| 5.  | SC Hertha Breslau                       | 10  | 3 | 0 | 7 | 015:310 | 0,48  | 06:14  |
| 6.  | SV Breslau 1911                         | 10  | 0 | 2 | 8 | 004:370 | 0,11  | 02:18  |

| (SOM) | südostdeutscher Titelverteidiger |

#### Gauliga Breslau Oberklasse
| Pl. | Verein                                  | Sp. | S | U | N | Tore    | Quote | Punkte |
| --- | --------------------------------------- | --- | - | - | - | ------- | ----- | ------ |
| 1.  | Vereinigte Breslauer Sportfreunde (SOM) | 6   | 5 | 1 | 0 | 025:130 | 1,92  | 11:10  |
| 2.  | Breslauer SC 08                         | 6   | 2 | 1 | 3 | 017:170 | 1,00  | 05:70  |
| 3.  | Breslauer FV 06                         | 6   | 2 | 1 | 3 | 017:230 | 0,74  | 05:70  |
| 4.  | VfB Breslau                             | 6   | 1 | 1 | 4 | 020:260 | 0,77  | 03:90  |

| (SOM) | südostdeutscher Titelverteidiger |

#### Gauliga Breslau Mittelklasse
| Pl. | Verein               | Sp. | S | U | N | Tore    | Quote | Punkte |
| --- | -------------------- | --- | - | - | - | ------- | ----- | ------ |
| 1.  | SC Germania Breslau  | 6   | 3 | 3 | 0 | 013:600 | 2,17  | 09:30  |
| 2.  | SC Schlesien Breslau | 6   | 3 | 1 | 2 | 013:110 | 1,18  | 07:50  |
| 3.  | SC Vorwärts Breslau  | 6   | 2 | 2 | 2 | 014:150 | 0,93  | 06:60  |
| 4.  | SC Alemannia Breslau | 6   | 0 | 2 | 4 | 008:160 | 0,50  | 02:10  |

#### Gauliga Breslau Unterklasse
| Pl. | Verein                   | Sp. | S | U | N | Tore    | Quote | Punkte |
| --- | ------------------------ | --- | - | - | - | ------- | ----- | ------ |
| 1.  | SC Hertha Breslau        | 6   | 4 | 2 | 0 | 014:100 | 1,40  | 10:20  |
| 2.  | Breslauer SpVgg 05 Komet | 6   | 2 | 2 | 2 | 011:800 | 1,38  | 06:60  |
| 3.  | VfR 1897 Breslau         | 6   | 3 | 0 | 3 | 016:120 | 1,33  | 06:60  |
| 4.  | SV Breslau 1911          | 6   | 0 | 2 | 4 | 006:170 | 0,35  | 02:10  |

#### Relegationsspiele
Es fanden Relegationsspiele zwischen dem letztplatzierten der Unterklasse, SV Breslau 1911 und dem Sieger der Kreisklassen, VSV Union Wacker Breslau, statt. Da beide Vereine jeweils ein Spiel gewonnen haben, war ein Entscheidungsspiel nötig. Da dieses nach Verlängerung unentschieden ausging, musste ein zweites Entscheidungsspiel angesetzt werden.
| Datum         |                          | Ergebnis  |                          |
| ------------- | ------------------------ | --------- | ------------------------ |
| 18. Juni 1922 | VSV Union Wacker Breslau | 3:0       | SV Breslau 1911          |
| 25. Juni 1922 | SV Breslau 1911          | 1:0       | VSV Union Wacker Breslau |
| 2. Juli 1922  | SV Breslau 1911          | 1:1 n. V. | VSV Union Wacker Breslau |
| 16. Juli 1922 | SV Breslau 1911          | 1:2       | VSV Union Wacker Breslau |

### Gau Oels
| Pl. | Verein              | Sp. | S | U | N | Tore    | Quote | Punkte |
| --- | ------------------- | --- | - | - | - | ------- | ----- | ------ |
| 1.  | MTV 1862 Oels       | 8   | 7 | 1 | 0 | 041:900 | 4,56  | 15:10  |
| 2.  | SSC 1901 Oels       | 7   | 3 | 1 | 3 | 011:110 | 1,00  | 07:70  |
| 3.  | TSV Vorwärts Oels   | 5   | 2 | 0 | 3 | 015:150 | 1,00  | 04:60  |
| 4.  | SC 1910 Treibnitz   | 5   | 1 | 0 | 4 | 007:190 | 0,37  | 02:80  |
| 5.  | SC Wacker Bernstadt | 3   | 0 | 0 | 3 | 000:200 | 0,00  | 0:60   |

### Gau Brieg
| Pl. | Verein           | Sp. | S | U | N | Tore    | Quote | Punkte |
| --- | ---------------- | --- | - | - | - | ------- | ----- | ------ |
| 1.  | SC Brega Brieg   | 6   | 6 | 0 | 0 | 033:500 | 6,60  | 12:0   |
| 2.  | SV Hertha Brieg  | 7   | 4 | 0 | 3 | 020:120 | 1,67  | 08:60  |
| 3.  | TV Brieg         | 6   | 3 | 0 | 3 | 010:600 | 1,67  | 06:60  |
| 4.  | SC Preußen Brieg | 4   | 1 | 0 | 3 | 004:170 | 0,24  | 02:60  |
| 5.  | SSC Brieg        | 7   | 1 | 0 | 6 | 008:250 | 0,32  | 02:12  |

### Gau Münsterberg
| Pl. | Verein                               | Sp. | S | U | N | Tore    | Quote | Punkte |
| --- | ------------------------------------ | --- | - | - | - | ------- | ----- | ------ |
| 1.  | Vereinigte Strehlener Sportfreunde A | 8   | 6 | 0 | 2 | 016:800 | 2,00  | 12:40  |
| 2.  | RSV Hertha Münsterberg A             | 8   | 5 | 1 | 2 | 019:150 | 1,27  | 11:50  |
| 3.  | SuSV 1910 Frankenstein               | 8   | 4 | 1 | 3 | 014:140 | 1,00  | 09:70  |
| 4.  | VfB Glatz                            | 7   | 2 | 0 | 5 | 001:100 | 1,00  | 04:10  |
| 5.  | SC Sparta Wansen                     | 7   | 1 | 0 | 6 | 005:270 | 0,19  | 02:12  |

### Mittelschlesische Bezirksmeisterschaft
Zwischenrunde:
| Datum         |                                   | Ergebnis |                                                     | Ort      |
| ------------- | --------------------------------- | -------- | --------------------------------------------------- | -------- |
| 12. März 1922 | MTV 1862 Oels (Sieger Gau Oels)   | 0:7      | Vgt. Breslauer Sportfreunde (Sieger Gau Breslau)    | Oels     |
| 12. März 1922 | SC Brega Brieg (Sieger Gau Brieg) | 2:0      | RSV Hertha Münsterberg (Teilnehmer Gau Münsterberg) | Strehlen |

Finale:
| Datum         |                             | Ergebnis |                | Ort     |
| ------------- | --------------------------- | -------- | -------------- | ------- |
| 19. März 1922 | Vgt. Breslauer Sportfreunde | 3:0      | SC Brega Brieg | Breslau |

## A-Klasse Oberschlesien
Die oberschlesische Meisterschaft wurde in fünf regionalen Gauklassen ausgetragen, deren Sieger für die oberschlesische Bezirksmeisterschaft qualifiziert waren. In dieser setzte sich der FC Preußen Kattowitz durch, wodurch er zum fünften Mal Oberschlesischer Fußballmeister wurde. Im Zuge der Volksabstimmung in Oberschlesien musste Deutschland Ostoberschlesien an Polen abtreten, Vereine in den Gebieten schieden nach der Saison aus dem Südostdeutschen Fußball-Verband aus und gründeten den Wojewodschaft Fußballverband.

### Gau Beuthen
| Pl. | Verein                        | Sp. | S | U | N | Tore    | Quote | Punkte |
| --- | ----------------------------- | --- | - | - | - | ------- | ----- | ------ |
| 1.  | VfR Königshütte               | 9   | 7 | 1 | 1 | 033:120 | 2,75  | 15:30  |
| 2.  | Beuthener SuSV 09 (M)         | 8   | 5 | 1 | 2 | 018:900 | 2,00  | 11:50  |
| 3.  | FC Silesia Lipine             | 9   | 4 | 2 | 3 | 019:190 | 1,00  | 10:80  |
| 4.  | SpVgg 01 Königshütte          | 9   | 4 | 1 | 4 | 018:200 | 0,90  | 09:90  |
| 5.  | VfR Tarnowitz                 | 6   | 2 | 0 | 4 | 011:170 | 0,65  | 04:80  |
| 6.  | SV 1913 Schwientochlowitz     | 7   | 0 | 3 | 4 | 009:200 | 0,45  | 03:11  |
| 7.  | Bismarckhütter Ballspiel Club | 6   | 1 | 0 | 5 | 012:230 | 0,52  | 02:10  |

| Titelverteidiger Bezirk |

### Gau Gleiwitz
| Pl. | Verein                             | Sp. | S | U | N | Tore    | Quote | Punkte |
| --- | ---------------------------------- | --- | - | - | - | ------- | ----- | ------ |
| 1.  | TV Vorwärts Gleiwitz               | 6   | 5 | 1 | 0 | 021:300 | 7,00  | 11:10  |
| 2.  | SC Preußen Zaborze                 | 6   | 5 | 1 | 0 | 024:800 | 3,00  | 11:10  |
| 3.  | VfB 1910 Gleiwitz                  | 2   | 2 | 0 | 0 | 006:200 | 3,00  | 04:0   |
| 4.  | MTV 1878 Gleiwitz                  | 5   | 1 | 2 | 2 | 004:700 | 0,57  | 04:60  |
| 5.  | VfR 1919 Gleiwitz                  | 4   | 1 | 1 | 2 | 006:140 | 0,43  | 03:50  |
| 6.  | Vereinigte Gleiwitzer Sportfreunde | 2   | 0 | 1 | 1 | 001:100 | 1,00  | 01:30  |
| 7.  | SV Ruda 1910                       | 4   | 0 | 0 | 4 | 003:140 | 0,21  | 0:80   |
| 8.  | RV 09 Gleiwitz                     | 5   | 0 | 0 | 5 | 004:200 | 0,20  | 0:10   |

Entscheidungsspiel Platz 1:
| Datum       |                      | Ergebnis |                    | Ort        |
| ----------- | -------------------- | -------- | ------------------ | ---------- |
| 7. Mai 1922 | TV Vorwärts Gleiwitz | 6:1      | SC Preußen Zaborze | Hindenburg |

### Gau Ratibor
| Pl. | Verein                          | Sp. | S | U | N | Tore    | Quote | Punkte |
| --- | ------------------------------- | --- | - | - | - | ------- | ----- | ------ |
| 1.  | SpVgg Ratibor 03                | 4   | 3 | 1 | 0 | 011:300 | 3,67  | 07:10  |
| 2.  | SV Preußen Ratibor              | 4   | 3 | 0 | 1 | 011:300 | 3,67  | 06:20  |
| 3.  | Vereinigte Coseler Sportfreunde | 3   | 0 | 2 | 1 | 001:200 | 0,50  | 02:40  |
| 4.  | SV 1919 Ostrog                  | 4   | 0 | 2 | 2 | 004:140 | 0,29  | 02:60  |
| 5.  | SSuTV Tworkau                   | 3   | 0 | 1 | 2 | 002:700 | 0,29  | 01:50  |

### Gau Oppeln
Aus dem Gau Oppeln ist aktuell nur der Sieger Oppelner Sportfreunde 1919 überliefert.

### Gau Kattowitz

#### Kattowitz Nordkreis
| Pl. | Verein           |
| --- | ---------------- |
| 1.  | VfR Myslowitz    |
| 2.  | FC 07 Laurahütte |

Entscheidungsspiel Platz 1:
| Datum           |               | Ergebnis |                  | Ort       |
| --------------- | ------------- | -------- | ---------------- | --------- |
| 15. Januar 1922 | VfR Myslowitz | 3:2      | FC 07 Laurahütte | Kattowitz |

Kattowitz Südkreis
| Pl. | Verein                     | Sp. | S | U | N | Tore    | Quote | Punkte |
| --- | -------------------------- | --- | - | - | - | ------- | ----- | ------ |
| 1.  | FC Preußen 1905 Kattowitz  | 6   | 5 | 1 | 0 | 016:300 | 5,33  | 11:10  |
| 2.  | SC Zalenze 1906            | 5   | 3 | 1 | 1 | 014:100 | 1,40  | 07:30  |
| 3.  | SC Germania Kattowitz      | 5   | 2 | 1 | 2 | 008:700 | 1,14  | 05:50  |
| 4.  | SC Diana Kattowitz         | 5   | 2 | 1 | 2 | 013:140 | 0,93  | 05:50  |
| 5.  | Turngemeinde Kattowitz     | 4   | 1 | 1 | 2 | 006:700 | 0,86  | 03:50  |
| 6.  | SC Viktoria 1912 Kattowitz | 6   | 0 | 1 | 5 | 009:240 | 0,38  | 01:11  |
| 7.  | Sportfreunde 1906 Zalenze  | 1   | 0 | 0 | 1 | 000:100 | 0,00  | 0:20   |

#### Meisterschaft Kattowitz
Der Sieger durfte an der oberschlesischen Meisterschaftsendrunde teilnehmen.
| Datum           |                                             | Ergebnis |                                       | Ort       |
| --------------- | ------------------------------------------- | -------- | ------------------------------------- | --------- |
| 29. Januar 1922 | FC Preußen Kattowitz (Sieger Kattowitz Süd) | 4:0      | VfR Myslowitz (Sieger Kattowitz Nord) | Kattowitz |

### Oberschlesische Bezirksmeisterschaft
| Pl. | Verein                                               | Sp. | S | U | N | Tore    | Quote | Punkte |
| --- | ---------------------------------------------------- | --- | - | - | - | ------- | ----- | ------ |
| 1.  | FC Preußen Kattowitz (Sieger Gau Kattowitz)          | 4   | 3 | 1 | 0 | 021:800 | 2,63  | 07:10  |
| 2.  | TV Vorwärts Gleiwitz (Sieger Gau Gleiwitz)           | 4   | 3 | 0 | 1 | 014:600 | 2,33  | 06:20  |
| 3.  | VfR Königshütte (Sieger Gau Beuthen)                 | 4   | 2 | 1 | 1 | 016:900 | 1,78  | 05:30  |
| 4.  | SpVgg Ratibor 03 (Sieger Gau Ratibor)                | 4   | 1 | 0 | 3 | 010:190 | 0,53  | 02:60  |
| 5.  | Vereinigte Oppelner Sportfreunde (Sieger Gau Oppeln) | 4   | 0 | 0 | 4 | 004:230 | 0,17  | 0:80   |

## Endrunde
Die Endrunde um die südostdeutsche Fußballmeisterschaft wurde in der Saison 1921/22 erstmals als Rundenturnier, und nicht wie in den Vorjahren im K.-o.-System, ausgetragen. Qualifiziert waren die Meister aus den 5 Bezirken. Da der Titelverteidiger gleichzeitig Bezirksmeister Breslaus war, gab es in dieser Spielzeit nur fünf teilnehmende Mannschaften. Der Sieger aus der Bezirksliga Niederlausitz verzichtete aus unbekannten Gründen auf die Teilnahme, für ihn rückte der Zweitplatzierte nach.
Nach Beendigung des Turniers waren drei Mannschaften (Vereinigte Breslauer Sportfreunde, FC Viktoria Forst, FC Preußen Kattowitz) punktgleich, so dass Entscheidungsspiele nötig wurden. Durch die Volksabstimmung in Oberschlesien fiel die Stadt Kattowitz jedoch an Polen, so dass Spieler des FC Preußen Kattowitz wegen Passschwierigkeiten vorerst nicht an der Entscheidungsspielen teilnehmen konnten. Um dennoch einen Teilnehmer für die Endrunde zur deutschen Meisterschaft schicken zu können, fand ein Entscheidungsspiel zwischen den Breslauer Sportfreunden und dem FC Viktoria Forst statt, welches die Forster gewannen. Die Entscheidung um die südostdeutsche Meisterschaft fand dann später statt. Dort konnten sich die Breslauer durchsetzen, konnten aber aus zeitlichen Gründen nicht mehr an der deutschen Meisterschaft teilnehmen.

### Rundenturnier
|                             | Ergebnis |                      |
| --------------------------- | -------- | -------------------- |
| Vgt. Breslauer Sportfreunde | 3:0      | FC Viktoria Forst    |
| Vgt. Breslauer Sportfreunde | 1:2      | FC Preußen Kattowitz |
| Vgt. Breslauer Sportfreunde | 6:1      | ATV 1847 Görlitz     |
| Vgt. Breslauer Sportfreunde | 9:0      | FV 1920 Züllichau    |
| FC Viktoria Forst           | 3:1      | FC Preußen Kattowitz |
| FC Viktoria Forst           | 6:0      | ATV 1847 Görlitz     |
| FC Viktoria Forst           | 11:0     | FV 1910 Züllichau    |
| FC Preußen Kattowitz        | 6:0      | ATV 1847 Görlitz     |
| FC Preußen Kattowitz        | 5:1      | FV 1910 Züllichau    |
| ATV 1847 Görlitz            | 0:0      | FV 1910 Züllichau    |

| Pl. | Verein                                                                             | Sp. | S | U | N | Tore    | Quote | Punkte |
| --- | ---------------------------------------------------------------------------------- | --- | - | - | - | ------- | ----- | ------ |
| 1.  | Vereinigte Breslauer Sportfreunde (SOM) (Sieger Bezirk Breslau & Titelverteidiger) | 4   | 3 | 0 | 1 | 019:300 | 6,33  | 06:20  |
| 2.  | FC Viktoria Forst (Zweiter Bezirk Niederlausitz)                                   | 4   | 3 | 0 | 1 | 020:400 | 5,00  | 06:20  |
| 3.  | FC Preußen Kattowitz (Sieger Bezirk Oberschlesien)                                 | 4   | 3 | 0 | 1 | 014:500 | 2,80  | 06:20  |
| 4.  | ATV 1847 Görlitz (Sieger Bezirk Oberlausitz)                                       | 4   | 0 | 1 | 3 | 001:180 | 0,06  | 01:70  |
| 5.  | FV 1920 Züllichau (Sieger Bezirk Niederschlesien)                                  | 4   | 0 | 1 | 3 | 001:250 | 0,04  | 01:70  |

| (SOM) | südostdeutscher Titelverteidiger |

### Entscheidungsspiel um Teilnahme an der deutschen Fußballmeisterschaft
| Datum        |                   | Ergebnis |                             | Ort             |
| ------------ | ----------------- | -------- | --------------------------- | --------------- |
| 14. Mai 1922 | FC Viktoria Forst | 6:1      | Vgt. Breslauer Sportfreunde | Forst (Lausitz) |

### Entscheidungsspiele um die südostdeutsche Fußballmeisterschaft
Halbfinale:
| Datum                                  |                             | Ergebnis |                      | Ort     |
| -------------------------------------- | --------------------------- | -------- | -------------------- | ------- |
| 25. Juni 1922                          | Vgt. Breslauer Sportfreunde | 5:1      | FC Preußen Kattowitz | Breslau |
| FC Viktoria Forst erhielt ein Freilos. |                             |          |                      |         |

Finale:
| Datum             |                             | Ergebnis |                   | Ort      |
| ----------------- | --------------------------- | -------- | ----------------- | -------- |
| 3. September 1922 | Vgt. Breslauer Sportfreunde | 7:3      | FC Viktoria Forst | Liegnitz |